# Łagodne napadowe pozycyjne zawroty głowy
Łagodne napadowe pozycyjne zawroty głowy (ŁPZG, z ang. benign paroxysmal positional vertigo, BPPV) – choroba wynikająca z zaburzeń w uchu wewnętrznym. Objawami są powtarzające się, krótkie zawroty głowy, wywołane przez zmianę położenia głowy. Zawroty głowy mogą nastąpić przy skrętach głowy w łóżku lub innych zmianach pozycji. Każdy epizod zawrotów głowy zwykle trwa nie dłużej niż minutę. Zazwyczaj tym zawrotom towarzyszą nudności. ŁPZG jest jedną z najczęstszych przyczyn zawrotów głowy.
Zawroty głowy mogą być wynikiem urazu głowy lub podeszłego wieku. Konkretne przyczyny często nie są zidentyfikowane. Podstawowy mechanizm to małe zwapnienia, otolity poruszające się swobodnie w uchu wewnętrznym. Jest to typ zaburzeń równowagi, podobnie jak zaburzenia błędnika czy choroba Ménière’a.

## Epidemiologia
Częstość występowania określa się na 10,7–64/100 000 populacji w ciągu roku. Mogą one mieć charakter zawrotów układowych lub nieukładowych. Po raz pierwszy opisał je Barany w 1921 roku. W 1952 roku ponownie opisali je Dix i Hallpike, którzy opracowali test obrotowy wykrywający to schorzenie, zwany testem Dix-Hallpike’a.
Przyczyną łagodnych napadowych położeniowych zawrotów głowy mogą być zaburzenia we wszystkich trzech kanałach półkolistych narządu przedsionkowego. I tak, odpowiednio, w kanale półkolistym tylnym występują w 60–70% przypadków, w 5–30% przypadków dotyczą kanału półkolistego bocznego oraz jedynie w 2% przypadków zaburzenia mają miejsce w kanale półkolistym przednim.

## Objawy
Wymioty są częste, w zależności od intensywności zawrotów głowy i przyczyn tej choroby. ŁPZG często towarzyszą nudności. Ataki są nagłe, epizod trwa od kilku sekund do kilku minut. Ataki są pozycyjne, mogą być spowodowane tylko zmianą pozycji. Omdlenia i zasłabnięcia nie są częste, ale mogą się zdarzyć. Oczopląs, trwający od 30 sekund do jednej minuty. Zaburzenia ze strony narządu wzroku. Wirowe zawroty głowy.

## Diagnostyka
W celu diagnozy dokładnego umiejscowienia otolitów stosuje się testy diagnostyczne z grupy testów obrotowych:
- test Dix-Hallpike’a (lub test Nylen-Barany) - manewr diagnostyczny na tylny kanał półkolisty
- test Sidelying - manewr diagnostyczny na tylny kanał półkolisty
- test Pagnini-McClure (supine roll test)- manewr diagnostyczny na poziomy/boczny kanał półkolisty
- test głębokiego odchylenia głowy - manewr dla kanału przedniego
- test Barany'ego[3][4][5]

W typowych przypadkach obrazowanie medyczne nie jest wymagane.

## Leczenie
W celu leczenia stosuje się manewry uwalniające (repozycyjne)
- manewr Epleya
- menewr Semonta
- manewr Lemperta (barbecue maneuver)
- manewry Gufoniego
- technika pozycyjna Brandta i Daroffa